# Чарлтон, Мэнни
Мэнуэль (Мэнни) Чарлтон (Чарльтон, англ. Manuel Charlton; 25 июля 1941, Ла-Линеа-де-ла-Консепсьон, Андалусия — 5 июля 2022, Техас) — британский гитарист, автор песен, продюсер. Наиболее известен как гитарист группы Nazareth.

## Биография
Родился в Испании. Когда ему было 2 года семья эмигрировала в Шотландию и поселилась в Данфермлине. 
До Nazareth он играл в различных группах, включая «Redhawks» и «Mark V». В 1968 году присоединился к Питу Эгнью, Дэну Маккаферти и Дарреллу Свиту, которые играли в группе «Shadettes». Вскоре название группы меняется на Nazareth.
Чарльтон сыграл огромную роль в мировом успехе группы. В Nazareth он был одним из основных авторов песен, а также продюсировал многие альбомы в 1970-х годах, начиная с Hair of the Dog (1975) и включая No Mean City (1979), заменив в этом качестве первого продюсера группы Роджера Гловера.
Мэнни покинул Nazareth в 1990 году, чтобы заняться продюсерской деятельностью и собственными проектами. Он обосновался городке Хэслет (пригороде Форт-Уэрта) в штате Техас и создал собственную группу Manny Charlton Band (M.C.B). С новой группой Мэнни выпустил два альбома — Stonkin и Klone This. В 2003 году группа распадается. 
Чарлтон также выпустил два сольных альбома Drool и Bravado.
В начале 2006 года вошёл в состав шведской рок-группы «From Behind», куда также входил экс-фронтмен Samson Ники Мур. Группа выпустила свой дебютный альбом Game Over, а также гастролировали в поддержку альбома в Европе. В 2007 году Чарлтон покинул группу. 
В начале апреля того же года выходит его сольный альбом Americana Deluxe, содержащий кавер-версии классических песен, таких как «Sea of love» и «Tusk» (Fleetwood Mac).
В 2008 году Чарлтон отправился в гастрольный тур по США и Европе и назвал свою группу «Nazareth featuring Manny Charlton», куда вошли ещё три американских музыканта, что вызвало резкий протест у его бывших коллег по Nazareth.
В 1986 году был продюсером ранних записей Guns N' Roses для Geffen Records, которые были впервые выпущены в качестве бонусов к ремастеринговому переизданию их дебютного альбома Appetite for Destruction в 2018 году.
Скончался 5 июля 2022 года.

## Сольная карьера
- Drool (1999)
- Bravado (2000)
- Stonkin’ (2002) — Manny Charlton Band
- Klone This (2003) — Manny Charlton Band
- Say The Word (2004)
- Sharp (2004)
- Sharp Re-Loaded (2005)
- Game Over (2006) — From Behind
- Americana Deluxe (2007)
- Then There’s This (2008)
- Hellacious (2013) — Manny Charlton Band
- Sharp / Sharp Re-Loaded (2CD Reissue) (2014)
- Solo (2016)
- Creme de la Creme — a Best Of Manny Charlton (2018)